# Мостовское сельское поселение (Тверская область)
Мосто́вское се́льское поселе́ние — муниципальное образование в составе Оленинского района Тверской области.
Центр поселения — посёлок Мирный.
Образовано в 2005 году, включило в себя территорию Знаменского, Козловского и Мостовского сельских округов.

## Географические данные
- Общая площадь: 351,5 км²
- Нахождение: западная часть Оленинского района
  - Граничит:
    - на северо-востоке — с Холмецким СП
    - на востоке — с Глазковским СП
    - на юго-востоке — с Гусевским СП
    - на западе — с Нелидовским районом, Новосёлковское, Селянское и Высокинское сельские поселения

Основная река — Берёза, приток Межи. На территории поселения расположено Мостовское водохранилище.

## Население
| 2010  | 2011  | 2012  | 2013  | 2014  | 2015  | 2016  |
| ----- | ----- | ----- | ----- | ----- | ----- | ----- |
| 2534  | ↘2518 | ↘2491 | ↘2485 | ↘2467 | ↘2428 | ↘2377 |
| 2017  | 2018  | 2019  | 2020  |       |       |       |
| ↘2320 | ↘2271 | ↘2204 | ↘2163 |       |       |       |

## Населенные пункты
На территории поселения находятся 50 населенных пунктов:
| №  | Населённый пункт | Тип                     | Население |
| -- | ---------------- | ----------------------- | --------- |
| 1  | Артеменки        | деревня                 | 1         |
| 2  | Беликово         | деревня                 | 0         |
| 3  | Береза           | деревня                 | 12        |
| 4  | Буцкино          | деревня                 | 0         |
| 5  | Высокое          | деревня                 | 1         |
| 6  | Глазуново        | деревня                 | 12        |
| 7  | Гришино          | деревня                 | 1         |
| 8  | Добрынино        | деревня                 | 0         |
| 9  | Дружная          | деревня                 | 6         |
| 10 | Дубровка         | деревня                 | 39        |
| 11 | Замошица         | деревня                 | 0         |
| 12 | Знаменское       | село                    | 89        |
| 13 | Зорино           | деревня                 | 6         |
| 14 | Ильмановка       | железнодорожный разъезд | 5         |
| 15 | Карелка          | деревня                 | 6         |
| 16 | Княжое           | деревня                 | 0         |
| 17 | Козино           | деревня                 | 5         |
| 18 | Козлы            | деревня                 | ↗225      |
| 19 | Кострово         | деревня                 | 1         |
| 20 | Кушкино          | деревня                 | 6         |
| 21 | Лежакино         | деревня                 | 0         |
| 22 | Леонова Гора     | деревня                 | 10        |
| 23 | Луни             | деревня                 | 14        |
| 24 | Майково          | деревня                 | 0         |
| 25 | Маслаково        | деревня                 | ↘283      |
| 26 | Меженинка        | деревня                 | 55        |
| 27 | Мирный           | посёлок                 | ↘1298     |
| 28 | Михалкино        | деревня                 | 2         |
| 29 | Можайка          | деревня                 | 15        |
| 30 | Московка         | деревня                 | 7         |
| 31 | Мостовая         | посёлок                 | ↘143      |
| 32 | Никитино         | деревня                 | 98        |
| 33 | Новая            | деревня                 | 10        |
| 34 | Новая            | деревня                 | 1         |
| 35 | Овинцы           | деревня                 | 0         |
| 36 | Пашкино          | деревня                 | 39        |
| 37 | Подосинки        | деревня                 | 0         |
| 38 | Полторино        | деревня                 | 0         |
| 39 | Пустошка         | деревня                 | 0         |
| 40 | Пустошка         | деревня                 | 13        |
| 41 | Рогалево         | деревня                 | ↘8        |
| 42 | Рогово           | деревня                 | 18        |
| 43 | Суханово         | деревня                 | 5         |
| 44 | Трамбицкие       | деревня                 | 0         |
| 45 | Требески         | деревня                 | 73        |
| 46 | Цыганы           | деревня                 | 1         |
| 47 | Черносы          | деревня                 | 1         |
| 48 | Шалаевка         | деревня                 | 14        |
| 49 | Швецово          | деревня                 | 1         |
| 50 | Ямное            | деревня                 | 0         |

### Бывшие населенные пункты
В 1998 году исключены из учетных данных деревни Клесты и Хотулёво.

Ранее исчезли деревни: Витка, Мартыненки, Пушницыно, Рожаченки, Топки и другие.

## История
В XIX-начале XX века территория поселения входила в Бельский уезд Смоленской губернии. В 1929 году территория поселения вошла в Оленинский район Ржевского округа Западной области. С 1935 года — в составе Калининской области. С декабря 1962 по март 1964 входила в Нелидовский район. С 1964 входит в Оленинский район.

## Экономика
- Оленинский опытный леспромхоз, полигон Центрального научно-исследовательского и проектно-конструкторского института механизации и энергетики лесной промышленности (ЦНИИМЭ) — контора в посёлке Мирный.
- Колхозы «Строитель», «Дружба» и совхозы «Мостовской», «Лунинский».

## Известные люди
В ныне не существующей деревне Болды родился Герой Советского Союза Николай Максимович Белов.
В деревне Берёза в 1836 году родился святитель Николай Японский.